# UCI America Tour
L'UCI America Tour est un ensemble de courses cyclistes qui se déroulent en Amérique du Sud et Amérique du Nord. Il fait partie des Circuits continentaux de cyclisme. Le circuit UCI America Tour se déroule généralement d'octobre à septembre sur deux années. Il en résulte plusieurs classements, un classement individuel, un par équipes et deux par nations.

## Participation des équipes
Les équipes qui peuvent participer aux différentes courses dépendent de la catégorie de l'épreuve. Par exemple, les UCI WorldTeams ne peuvent participer qu'aux courses .1 et leur nombre par épreuves est limité.
| Catégorie | Catégorie               | Équipes                                                                                 |
| --------- | ----------------------- | --------------------------------------------------------------------------------------- |
| .1        | 1.1 (Course d'un jour)  | * UCI WorldTeam (max 50 %) * UCI ProTeam * Équipe continentale * Sélection nationale    |
| .1        | 2.1 (Course par étapes) | * UCI WorldTeam (max 50 %) * UCI ProTeam * Équipe continentale * Sélection nationale    |
| .2        | 1.2 (Course d'un jour)  | * UCI ProTeam * Équipe continentale * Sélection nationale * Équipe régionale et de club |
| .2        | 2.2 (Course par étapes) | * UCI ProTeam * Équipe continentale * Sélection nationale * Équipe régionale et de club |

## Palmarès

### Classement individuel
| Édition   | Vainqueur         | Deuxième            | Troisième            |
| --------- | ----------------- | ------------------- | -------------------- |
| 2005      | Edgardo Simón     | Damián Martínez     | Chistopher Wherry    |
| 2005-2006 | José Serpa        | Gregorio Ladino     | Andrei Sartassov     |
| 2006-2007 | Svein Tuft        | Hernán Buenahora    | Alejandro Borrajo    |
| 2007-2008 | Manuel Medina     | Svein Tuft          | Christian Vandevelde |
| 2008-2009 | Gregorio Ladino   | José Rujano         | Arnold Alcolea       |
| 2009-2010 | Gregorio Ladino   | Non décerné*        | Arnold Alcolea       |
| 2010-2011 | Miguel Ubeto      | Gregory Panizo      | Sergio Henao         |
| 2011-2012 | Rory Sutherland   | Maximiliano Richeze | Miguel Ubeto         |
| 2012-2013 | Janier Acevedo    | Óscar Sánchez       | Ryan Anderson        |
| 2013-2014 | Juan Carlos Rojas | Óscar Sevilla       | Jure Kocjan          |
| 2015      | Toms Skujins      | Byron Guamá         | Michael Woods        |
| 2016      | Greg Van Avermaet | Julian Alaphilippe  | Jakob Fuglsang       |
| 2016-2017 | Serghei Ţvetcov   | Robert Britton      | Nelson Soto          |
| 2017-2018 | Gavin Mannion     | Sepp Kuss           | Serghei Ţvetcov      |
| 2018-2019 | Egan Bernal       | Nairo Quintana      | Michael Woods        |
| 2019-2020 | Richard Carapaz   | Daniel Martínez     | Miguel Ángel López   |
| 2020-2021 | Egan Bernal       | Richard Carapaz     | Michael Woods        |
| 2021-2022 | Sergio Higuita    | Daniel Martínez     | Richard Carapaz      |
| 2022-2023 | Sepp Kuss         | Neilson Powless     | Matteo Jorgenson     |
| 2023-2024 | Matteo Jorgenson  | Richard Carapaz     | Brandon McNulty      |

* En raison d'un contrôle positif, Sevilla a été par la suite exclu du classement

### Classement par équipes
| Édition   | Vainqueur                                       | Deuxième                                        | Troisième                                       |
| --------- | ----------------------------------------------- | ----------------------------------------------- | ----------------------------------------------- |
| 2005      | Health Net-Maxxis                               | Colombia-Selle Italia                           | Symmetrics                                      |
| 2005-2006 | Selle Italia-Diquigiovanni                      | Tecos de la Universidad Autónoma de Guadalajara | Navigators Insurance                            |
| 2006-2007 | Symmetrics                                      | Scott-Marcondes Cesar                           | Tecos de la Universidad Autónoma de Guadalajara |
| 2007-2008 | Garmin-Chipotle                                 | Symmetrics                                      | Tecos de la Universidad Autónoma de Guadalajara |
| 2008-2009 | Serramenti PVC Diquigiovanni-Androni Giocattoli | Tecos de la Universidad Autónoma de Guadalajara | Kelly Benefit Strategies                        |
| 2009-2010 | Funvic-Pindamonhangaba                          | SpiderTech-Planet Energy                        | UNE-EPM                                         |
| 2010-2011 | UNE-EPM                                         | Clube Dataro de Ciclismo-Foz do Iguaçu          | Movistar Continental                            |
| 2011-2012 | Real                                            | Funvic-Pindamonhangaba                          | UnitedHealthcare                                |
| 2012-2013 | UnitedHealthcare                                | Optum-Kelly Benefit Strategies                  | Funvic Brasilinvest-São José dos Campos         |
| 2013-2014 | SmartStop                                       | Optum-Kelly Benefit Strategies                  | Funvic Brasilinvest-São José dos Campos         |
| 2015      | Optum-Kelly Benefit Strategies                  | Funvic-São José dos Campos                      | Hincapie Racing                                 |
| 2016      | Holowesko-Citadel-Hincapie Sportswear           | Silber                                          | Axeon-Hagens Berman                             |
| 2016-2017 | Rally Cycling                                   | Holowesko-Citadel-Hincapie Sportswear           | UnitedHealthcare                                |
| 2017-2018 | UnitedHealthcare                                | Rally Cycling                                   | Elevate-KHS Pro Cycling                         |
| 2018-2019 | Medellín                                        | Rally UHC Cycling                               | Floyd's Pro Cycling                             |
| 2019-2020 | Medellín                                        | Rally Cycling                                   | Canel's                                         |
| 2020-2021 | Rally Cycling                                   | Panamá es Cultura y Valores                     | Best PC Ecuador                                 |
| 2021-2022 | Human Powered Health                            | Panamá es Cultura y Valores                     | Movistar-Best PC                                |
| 2022-2023 | Human Powered Health                            | Medellín-EPM                                    | Panamá es Cultura y Valores                     |
| 2023-2024 | Lidl-Trek Future Racing                         | Medellín-EPM                                    | Panamá es Cultura y Valores                     |

| Édition   | Vainqueur  | Deuxième   | Troisième  |
| --------- | ---------- | ---------- | ---------- |
| 2005      | Brésil     | Argentine  | Colombie   |
| 2005-2006 | Colombie   | Brésil     | Argentine  |
| 2006-2007 | Colombie   | Argentine  | Canada     |
| 2007-2008 | États-Unis | Venezuela  | Argentine  |
| 2008-2009 | Colombie   | Venezuela  | États-Unis |
| 2009-2010 | Colombie   | Venezuela  | États-Unis |
| 2010-2011 | Colombie   | Venezuela  | Brésil     |
| 2011-2012 | Colombie   | États-Unis | Argentine  |
| 2012-2013 | Colombie   | États-Unis | Venezuela  |
| 2013-2014 | États-Unis | Colombie   | Venezuela  |
| 2015      | Colombie   | Canada     | Argentine  |
| 2016      | Colombie   | États-Unis | Canada     |
| 2016-2017 | Colombie   | États-Unis | Canada     |
| 2017-2018 | Colombie   | États-Unis | Canada     |
| 2018-2019 | Colombie   | Canada     | Équateur   |
| 2019-2020 | Colombie   | Équateur   | États-Unis |
| 2020-2021 | Colombie   | Équateur   | États-Unis |
| 2021-2022 | Colombie   | États-Unis | Équateur   |
| 2022-2023 | États-Unis | Colombie   | Canada     |
| 2023-2024 | États-Unis | Colombie   | Équateur   |

| Édition   | Vainqueur  | Deuxième   | Troisième  |
| --------- | ---------- | ---------- | ---------- |
| 2005      | -          | -          | -          |
| 2005-2006 | -          | -          | -          |
| 2006-2007 | Brésil     | Canada     | Venezuela  |
| 2007-2008 | États-Unis | Colombie   | Canada     |
| 2008-2009 | Colombie   | États-Unis | Venezuela  |
| 2009-2010 | Venezuela  | États-Unis | Colombie   |
| 2010-2011 | Venezuela  | États-Unis | Colombie   |
| 2011-2012 | Colombie   | États-Unis | Venezuela  |
| 2012-2013 | Colombie   | États-Unis | Équateur   |
| 2013-2014 | Colombie   | Costa Rica | États-Unis |
| 2015      | Colombie   | Chili      | États-Unis |
| 2016      | Colombie   | États-Unis | Canada     |
| 2016-2017 | Colombie   | États-Unis | Canada     |
| 2017-2018 | Colombie   | États-Unis | Équateur   |
| 2018-2019 | Colombie   | Équateur   | États-Unis |
| 2019-2020 | États-Unis | Panama     | Colombie   |
| 2020-2021 | États-Unis | Colombie   | Costa Rica |
| 2021-2022 | États-Unis | Colombie   | Équateur   |
| 2022-2023 | États-Unis | Colombie   | Canada     |
| 2023-2024 | États-Unis | Mexique    | Colombie   |

## Barème actuel
De 2005 à 2015, tous les coureurs, à l'exception des cyclistes membres d'équipes Pro Tour puis World Tour (en première division) peuvent être classés. Depuis 2016, il n'y a plus d'exception, tous les coureurs peuvent marquer des points dans le classement. De plus, le classement devient roulant sur 52 semaines, ce qui signifie que le classement établit au jour de la date de fin des circuits continentaux déterminera les vainqueurs de l'année.
Le barème des points a évolué à partir de la saison 2016. Depuis 2019, c'est le classement mondial UCI des coureurs, équipes et nations du continent qui est pris en compte.

## Identité visuelle

Logo de 2005 à 2016
Logo depuis 2016